# Quartel Geral
Quartel Geral är en kommun i Brasilien.   Den ligger i delstaten Minas Gerais, i den sydöstra delen av landet, 500 km sydost om huvudstaden Brasília. Antalet invånare är 3 315.
Omgivningarna runt Quartel Geral är huvudsakligen savann. Runt Quartel Geral är det glesbefolkat, med 9 invånare per kvadratkilometer.